# Portmeirion

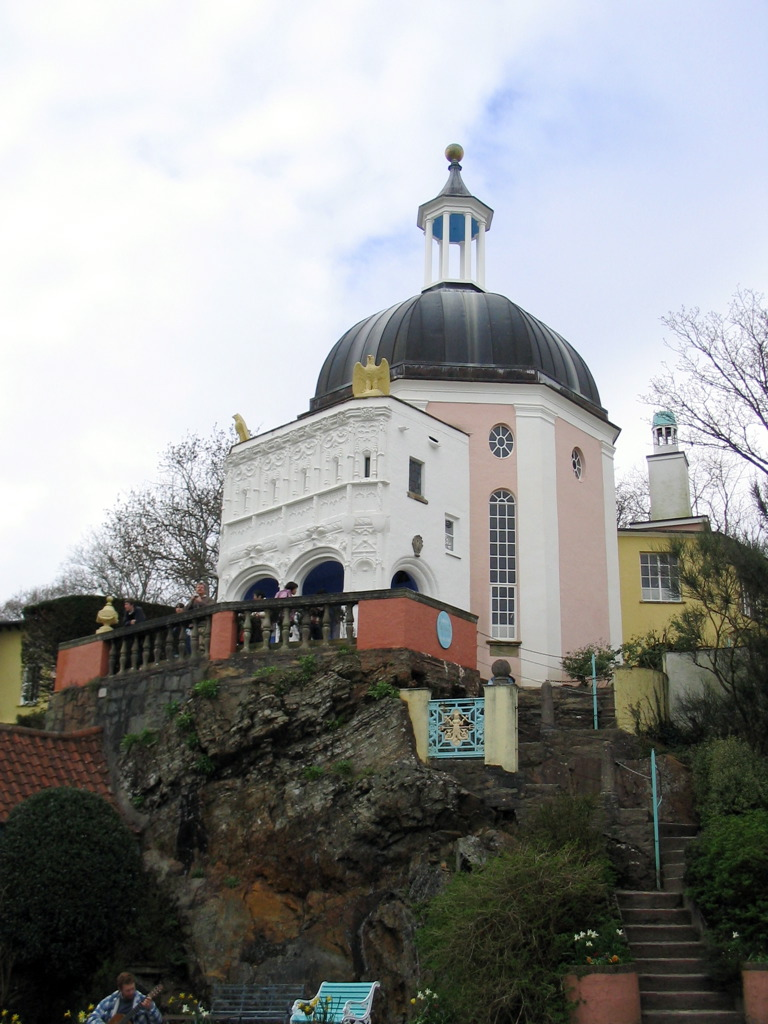
Pantheon, auch: The Green Dome

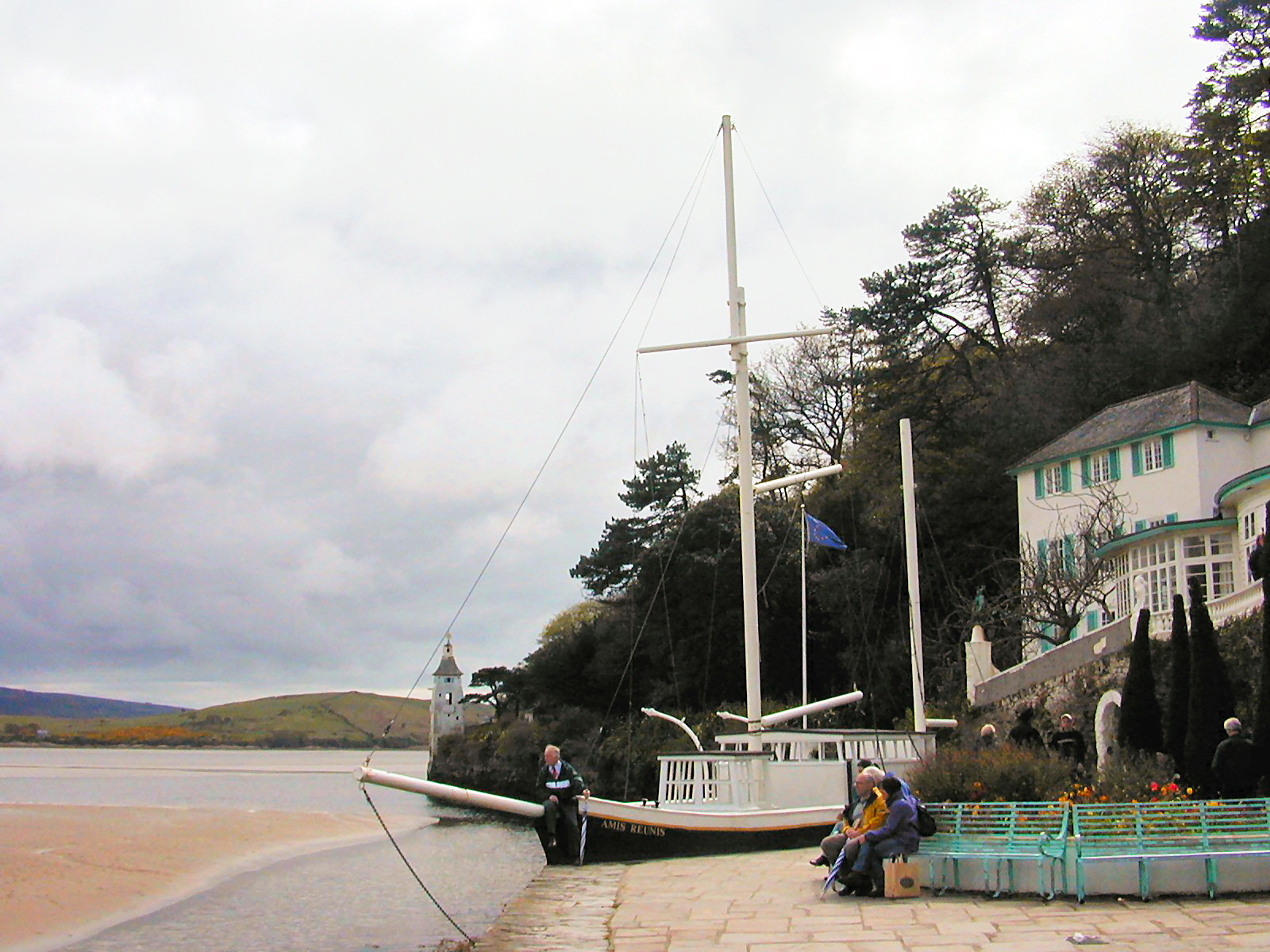
Die Amis Reunis (Das Steinboot)

Portmeirion ist ein kleines, abgelegenes, neu erschaffenes Dorf an der Küste von Snowdonia im Norden Wales in Großbritannien. Das östlich der Stadt Porthmadog an der Bucht von Tremadog gelegene Dorf wurde ab 1925 und bis 1975 von Sir Bertram Clough Williams-Ellis (1883–1978) im italienischen Stil eines am Mittelmeer gelegenen Ortes entwickelt.

## Geschichte
Sir Clough Williams-Ellis, der Architekt von Portmeirion, dementierte die wiederholten Behauptungen, das Design sei dem Fischerdorf Portofino an der italienischen Riviera nachempfunden. Er erklärte lediglich, dass er der Atmosphäre des Mittelmeers Tribut zollen wollte. Er berief sich jedoch auf seine Liebe zu dem italienischen Dorf und erklärte: „Wie sollte ich mich nicht in Portofino verlieben? In der Tat blieb sein Bild bei mir als nahezu perfektes Beispiel für die von Menschenhand geschaffene Ausschmückung und Nutzung eines exquisiten Ortes haften.“ Williams-Ellis entwarf und baute das Dorf zwischen 1925 und 1975. Er baute Fragmente von abgerissenen Gebäuden ein, darunter auch Werke anderer Architekten. Das architektonische Sammelsurium und die bewusst fantasievolle Nostalgie von Portmeirion wurden als Einfluss auf die Entwicklung der Postmoderne in der Architektur des späten 20. Jahrhunderts.
Das Hauptgebäude des Hotels und die Cottages „White Horses“, „Mermaid“ und „The Salutation“ waren ein privates Anwesen namens Aber Iâ (walisisch: Eismündung), das in den 1850er Jahren an der Stelle einer Gießerei und Bootswerft aus dem späten 18. Jahrhundert errichtet wurde. Williams-Ellis änderte den Namen (den er als „gefrorene Mündung“ interpretiert hatte) in Portmeirion: „Port-“ nach seiner Lage an der Küste; „-meirion“ nach der Grafschaft Merioneth (Meirionydd), in der es lag. In den Wäldern außerhalb des Dorfes befinden sich die sehr geringen Überreste einer mittelalterlichen Burg (die unter den Namen Castell Deudraeth, Castell Gwain Goch und Castell Aber Iâ bekannt ist), die 1188 von Gerald von Wales erwähnt wurde.
1931 kaufte Williams-Ellis aus dem Besitz seines Onkels, Sir Osmond Williams, Bt (1849–1927), das viktorianische zinnenbewehrte Herrenhaus Castell Deudraeth mit der Absicht, es in den Hotelkomplex von Portmeirion zu integrieren, was jedoch durch den Krieg und andere Probleme verhindert wurde. Williams-Ellis hatte das Castell immer als „das größte und imposanteste Einzelgebäude auf dem Portmeirion Estate“ betrachtet und nach Möglichkeiten gesucht, es einzubeziehen. Mit Unterstützung des Heritage Lottery Fund und des Europäischen Fonds für regionale Entwicklung sowie des Wales Tourist Board wurden seine ursprünglichen Ziele schließlich erreicht. Castell Deudraeth wurde am 20. August 2001, 23 Jahre nach dem Tod von Williams-Ellis, von dem walisischen Opernsänger Bryn Terfel als Hotel mit 11 Zimmern und Restaurant eröffnet.
Das Dorf Portmeirion war eine Quelle der Inspiration für Schriftsteller und Fernsehproduzenten. Noël Coward schrieb Blithe Spirit, während er in der Suite Fountain 2 (Upper Fountain) in Portmeirion wohnte. George Bernard Shaw und H. G. Wells waren ebenfalls frühe Besucher. Im Jahr 1956 kam der Architekt Frank Lloyd Wright, und zu den weiteren berühmten Gästen gehörten Gregory Peck und Ingrid Bergman. In den späten 1950er Jahren kam Stanley Long, ein ehemaliger RAF-Fotograf, um über VistaScreen eine Stereoview-Sammelserie zu erstellen. Das Dorf hat viele Verbindungen zu den Beatles. Ihr Manager Brian Epstein war zusammen mit Paul McCartney ein häufiger Besucher, und George Harrison verbrachte dort 1993 seinen 50. Geburtstag. Während seines Aufenthalts in Portmeirion drehte Harrison Interviews für die Dokumentation The Beatles Anthology. Der Musiker Jools Holland besuchte Portmeirion bei Dreharbeiten für die TV-Musiksendung The Tube und war so beeindruckt, dass er sein Studio und andere Gebäude in seinem Haus in Blackheath nach dem Vorbild von Portmeirion bauen ließ.

## Ortsbeschreibung
Das heutige Portmeirion war im 19. Jahrhundert eine Anlegestelle mit Schmiede für den Schieferabtransport. Die historische Bezeichnung der Halbinsel in der Bucht von Tremadog lautet Aber îa, die „eisige Mündung“. Im Jahr 1925 erwarb Sir Clough Williams-Ellis das nach seinen Worten verwilderte Stück Land für weniger als 5.000 Pfund und benannte es für die geplante Erschließung und Vermarktung in Port Meirion um; „Port“ als Hinweis auf die Seelage, „Meirion“ nach der walisischen Grafschaft Merionethshire. Die Schreibweise wurde in späteren Jahren geändert.
Zum ursprünglichen Gebäudebestand Portmeirions gehörten außer der Schmiede (später White Horses) ein Wohnhaus (heute das Hotel), ein Gärtnerhaus (Mermaid) sowie Stallungen (Salutation).
William-Ellis war als Architekt Autodidakt. Die „Architectural Association School“ in London hatte er nur drei Monate lang besucht. Sein Familiensitz Plas Brondanw, an dessen Gestaltung er maßgeblichen Anteil hatte, befindet sich nur einige Kilometer von Portmeirion entfernt.
Die Eröffnung des zum Hotel erweiterten ehemaligen Wohnhauses war bereits 1926. Das Konzept eines eng gruppierten Küstenortes nach mediterranem Vorbild verfolgte Williams-Ellis von Beginn an. Im Lauf der Jahre wurde der Ort nach seinen Plänen umgestaltet und erweitert. Er sammelte Teile von zum Abbruch bestimmten Gebäuden und Bauwerken und verwirklichte nach und nach einen Traum: „Ich wollte ein wirklich breites Interesse für solche Dinge wie Architektur, Landschaftsplanung, die Wirkung von Farben, für Gestaltung allgemein erreichen.“ Mit Portmeirion wollte er unter Beweis stellen, dass geplante Architektur und die Einbeziehung und Erhaltung der natürlichen Landschaft kein Widerspruch sein mussten. Wichtig war ihm, dass seine neu, meist im klassischen Stil errichteten Gebäude keinesfalls wie Neubauten aussahen.
Sichtachsen und das Spiel mit optischen Täuschungen sind zentrale Gestaltungselemente in Portmeirion. Prachtvolle Arkaden erweisen sich bei näherer Betrachtung als kaum mannshoch. Neben andernorts erworbenen, abgebrochenen und wiedererrichteten Gebäuden baute er das bei einem Sturm vor Portmeirion zerstörte Schiff „Amis Réunis“ als steinernes Boot in die Kaimauer vor dem Hotel ein, das von Land kommend sehr echt wirkt. Steinplatten an einem Denkmalsockel preisen die denkwürdigsten walisischen Sommer.
Den Erlös jeder Hotelsaison während der Sommermonate steckte er nahezu vollständig in die Erweiterung des Ortes. Die erste Bauphase endete mit Beginn des Zweiten Weltkriegs. Danach begannen die Bauarbeiten nur zögernd wieder, vieles musste zunächst in der Substanz erhalten werden. Erschwerend kam hinzu, dass Williams-Ellis' „gefallene Gebäude“ mehr für das Auge als für die Benutzung durch Menschen gemacht waren. Wenigstens betraf dies die zuerst errichteten Bauwerke. Wände und Dächer waren dünn und nicht isoliert, die Fenster zugig, das Baumaterial oft von schlechter Qualität. Um den Ort für die Zukunft zu erhalten, musste dieses Manko bei Sanierungen in den 1980er und 1990er Jahren behoben werden. Dabei verlor auch das Pantheon seine mit grünen Holzschindeln gedeckte Kuppel, die wegen des Brandschutzes gegen eine Kupfereindeckung ausgetauscht wurden. Diese hat jedoch keine grüne Färbung angenommen. Mit Beginn der 1950er Jahre wurden die Kraftfahrzeuge nach und nach aus dem Ort verbannt und die Garagen meist in Geschäftsräume umgebaut. Die Bautätigkeiten waren um 1976 im Wesentlichen abgeschlossen. Williams-Ellis' letztes Gebäude war das rechte der beiden Kassenhäuschen am neuen Eingangsbereich. Sein Gegenstück wurde erst 1999 im selben Stil errichtet. Bei einem Großbrand 1981 wurde das Hotelgebäude zerstört, anschließend restauriert und 1988 im alten Stil wiedereröffnet.
Der Kern des nahegelegenen heutigen Schlosses Castell Deudraeth stammt von 1840, das um 1850 schlossähnlich aus- und umgebaut wurde. Der Name erinnert an Castell Gwain Goch und Castell Aber Iau, das von Giraldus Cambrensis (Gerald of Wales) 1188 erbaut worden sein soll. Williams-Ellis erwarb das Anwesen sowie dazugehörige Feld- und Waldflächen 1931 für die geplante Hotelerweiterung, die jedoch nicht stattfand. Bis Ende der 1990er Jahre verfiel Castell Deudraeth zunehmend. Nach Renovierung durch die Portmeirion-Stiftung wurde es 2001 als Hotel neu eröffnet. Die meisten Gebäude Portmeirions sind heute Gästeunterkünfte zur Selbstverpflegung, einige Räume werden vom Hotelservice bedient.
Portmeirion beherbergt eine wichtige Rhododendron-Sammlung und exotische Pflanzen. Die gesamte Hotelanlage steht unter Denkmalschutz und wird von einer Stiftung unterhalten. Der Ort ist eigentlich nur für Gäste zugänglich, kann gegen eine Eintrittsgebühr aber auch von Tagesbesuchern besichtigt werden.

## Portmeirion in den Medien
Der Ort wurde besonders bekannt als Drehort für die Fernsehserien Geheimauftrag für John Drake mit dem US-amerikanischen Schauspieler und Regisseur Patrick McGoohan und besonders für dessen Nachfolgeserie Nummer 6. Six Of One, der britische Fanclub der Fernsehserie Nummer 6 (The Prisoner), veranstaltet regelmäßig Treffen in dem Dorf, das die Kulisse für die surrealistisch anmutenden Episoden abgab. In vielen weiteren Fernsehsendungen, meist britischen Serien und Filmen, wurde Portmeirion als Schauplatz benutzt, z. B. in Doctor Who.
Auch Musikvideos, etwa „The Passenger“ von Siouxsie and the Banshees, wurde hier produziert.
Der Schriftsteller Noël Coward schrieb im Dorf den Roman Blithe Spirit. Für Brian Epstein, den Manager der Musikgruppe The Beatles, errichtete der Gründer und Erbauer Portmeirions, Clough Williams-Ellis, eine eigene Unterkunft als Anbau am Gebäude „Gate House“.

## Portmeirion Pottery

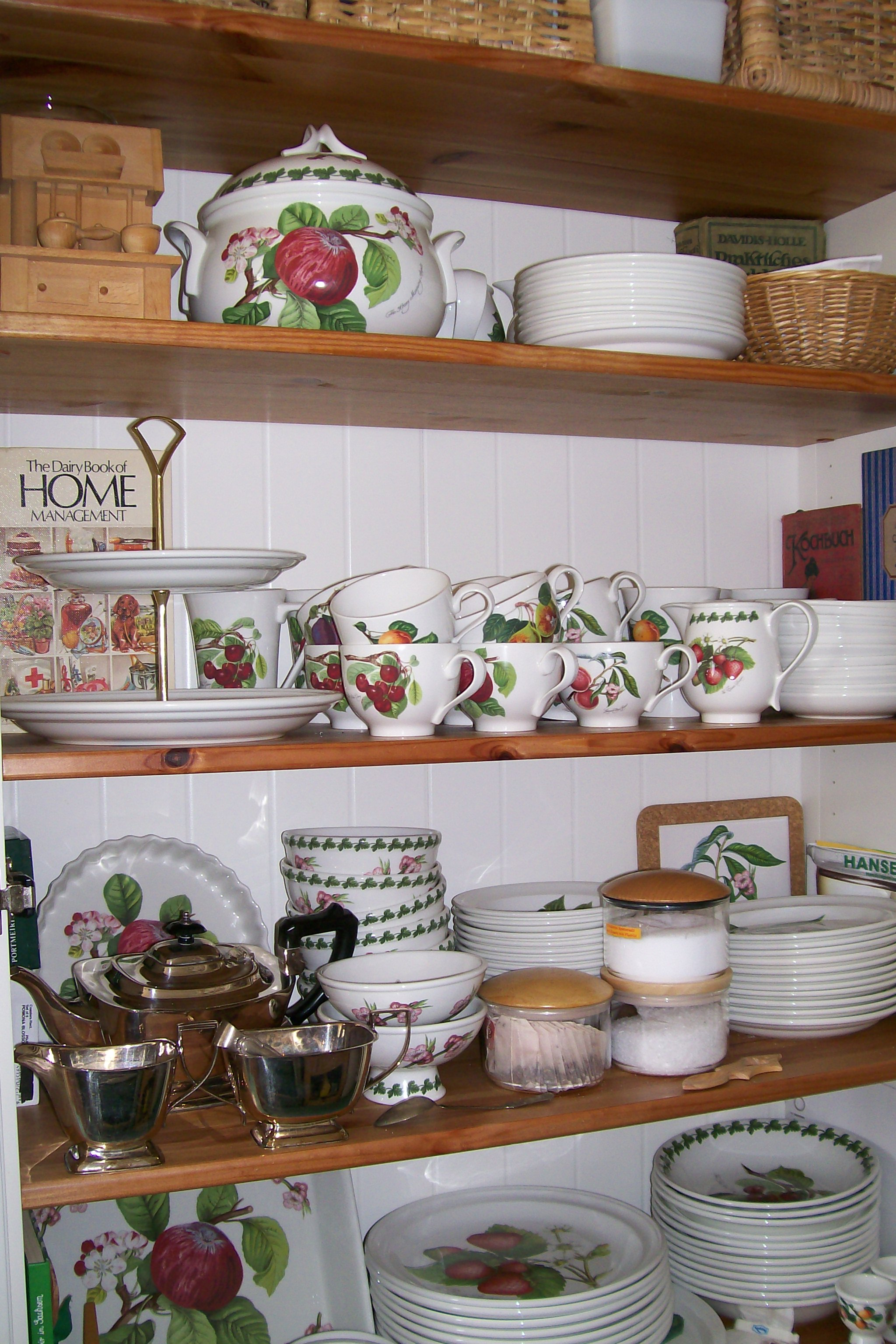
Portmeirion-Geschirr der Serie Pomona

Portmeirion ist auch der Name eines Unternehmens, das Clough Williams-Ellis’ Tochter Susan Williams-Ellis und ihr Ehemann Euan Cooper-Ellis 1960 in Portmeirion gründeten.
Es stellt Essgeschirr aus Keramik sowie Tafel- und Küchenzubehör her. Nachdem das Ehepaar eine heruntergewirtschaftete Fabrik in Stoke-on-Trent, dem Zentrum der britischen Keramikindustrie, gekauft hatte, verlegte es Sitz und Produktion der Portmeirion Pottery  und die Portmeirion Group PLC  nach England. Im November 2006 kaufte das Unternehmen Pimpernel, einen bekannten britischen Hersteller von Tischmatten und Untersetzern. Die Portmeirion Group hatte 2005 einen Umsatz von 27 Millionen Britischen Pfund. In Stoke-on-Trent beschäftigt Portmeirion etwa 500 Mitarbeiter, weitere in einer Niederlassung in den USA. Die bekanntesten Geschirrserien sind Botanic Garden und Pomona, die nach der römischen Göttin des Obstsegens benannt ist. Für beide Serien gaben Pflanzen- und Fruchtzeichnungen des 19. Jahrhunderts das Vorbild.

## Hans Feibusch
Wandmalereien und Fresken des in Frankfurt am Main geborenen Künstlers und Freundes von Clough Williams-Ellis Hans Feibusch gibt es in Portmeirion. Feibusch war Jude, seine Arbeiten wurden im „Dritten Reich“ im Rahmen der Ausstellung „Entartete Kunst“ zur Schau gestellt. Feibusch floh vor den Nazis und wurde 1938 britischer Staatsbürger. Sein malerisches Werk umfasst vor allem mythische, auch religiös inspirierte Gestalten und Motive. In vielen öffentlichen und kirchlichen Gebäuden Großbritanniens sind Arbeiten von ihm zu besichtigen. In Portmeirion befinden sich Feibuschs Wandgemälde an den Häusern Anchor, Arches, dem Hotelgebäude, Lady's Lodge, im Innern des Pantheon sowie an der Gewölbedecke von Gate House.

## Chronologie der Bebauung Portmeirions
| Zeit            | Gebäude |
| --------------- | --- |
| 19. Jahrhundert | Bestehende Bebauung: White Horses, ehem. Schmiede; Castell Deudraeth (in der Serie Nummer 6 das Krankenhaus); Haupthaus; Gärtnerhaus, Stallungen |
| 1925            | Umwandlung Haupthaus/Hotel, Gärtnerhaus/Mermaid; Ställe/Salutation                                                                               |
| 1925/26         | Angel & Neptune |
| 1926            | Watch House, Eröffnung des Hotels |
| 1927/28         | Campanile (Glockenturm); Prior’s Lodging |
| 1928/29         | Government House |
| 1929            | Toll House |
| 1930            | „Amis Réunis“ - Steinboot |
| 1930er Jahre    | Hercules Hall; Pilot House; Battery Cottage, Dolphin; Fountain; Anchor, Trinity                                                                  |
| 1933/34         | Chantry |
| 1937/38         | Camera Obscura |
| 1954            | Lighthouse (nach Aufhebung der kriegsbedingten Baubeschränkungen)                                                                                |
| 1954/55         | Gate House |
| 1956/57         | Telford's Tower |
| 1958            | Bristol Colonnade; High Cloister („Veranda“ des Pantheons/Doms)                                                                                  |
| 1958/59         | Round House („6 Private“ in Nummer 6), Bridge House                                                                                              |
| 1959            | Pantheon - Dom, („Grünes Kuppelgebäude“; das grüne Dach ging bei Brandschutzsanierungen in den 1990er Jahren verloren)                           |
| 1960            | Belvedere |
| 1961/62         | Chantry Row |
| 1962            | Playhouse |
| 1963            | Triumphal Arch; Gothic Pavilion |
| 1963/64         | Arches |
| 1964            | Gloriette Balkon |
| 1964/65         | Unicorn |
| 1966            | Villa Winch; Central Piazza (anstelle eines Tennisplatzes)                                                                                       |
| 1968/70         | Cliff House |
| 1977            | New Toll Booth |
| 1978            | Terrace Selbstbedienungsrestaurant |
| 1981            | Hotel- und Restaurantgebäude bei Brand völlig zerstört                                                                                           |
| 1983            | Centenary Gazebo; Prisoner Information Centre eröffnet im Round House („6 Private“) über die Serie Nummer 6                                      |
| 1988            | Wiedereröffnung des Hotels nach Restaurierung |
| 1998            | Tudor Room, Anbau an der Hercules Hall |
| 1999            | Prisoner Information Centre schließt; zweites Kassenhäuschen gegenüber Toll Booth; Castell Deudraeth nach Renovierung als Hotel wiedereröffnet   |
| 2001            | Neuer Prisoner-Shop unter der Regie des Hotels Portmeirion im Round House                                                                        |
| 2007            | Caffi Glas (The Blue Café), italienisches Restaurant (1950 als Gästegaragen erbaut)                                                              |
| 2016            | permanentes Schachfeld, vom Hotel zu Ehren und in Erinnerung an Patrick McGoohans Serie Nummer 6 neben der Central Piazza angelegt               |